# Ny2 Bootis
Ny2 Bootis (ν2 Bootis, förkortad Ny2 Boo, ν2 Boo), som är stjärnans Bayer-beteckning, är en dubbelstjärna i nordöstra delen av stjärnbilden Björnvaktaren. Den har en kombinerad skenbar magnitud av 5,02 och är synlig för blotta ögat där ljusföroreningar ej förekommer. Baserat på parallaxmätning inom Hipparcosuppdraget på ca 8,4 mas, beräknas den befinna sig på ett avstånd av ca 388 ljusår (119 parsek) från solen.

## Egenskaper
Primärstjärnan Ny2 Bootis A är en blå till vit stjärna i huvudserien av spektralklass A5 V. Den har en massa som är ca 2,8 gånger större än solens massa, en radie som är ca 5 gånger solens radie och avger ca 146 gånger mer energi än solen från dess fotosfär vid en effektiv temperatur på ca 8 500 K.
Följeslagaren Ny2 Bootis B ligger separerad med 0,0615 bågsekunder med en omloppsperiod av 9,03 år och en excentricitet av 0,006. Konstellationen har identifierats som en skalstjärna av typ A, vilket tyder på att det finns en omgivande skiva av gas som kretsar kring en eller båda stjärnorna.